# Hieorhij Wronski
Hieorhij Michajławicz Wronski (biał. Георгій Міхайлавіч Вронскі, ros. Георгий Михайлович Вронский, Gieorgij Michajłowicz Wronski; ur. 1 maja 1942 w Boryczewiczach k. Pińska) – białoruski polityk, komunistyczny działacz partyjny i nauczyciel, deputowany do Rady Najwyższej Republiki Białorusi XIII kadencji, w latach 1996–2000 deputowany do Izby Reprezentantów Republiki Białorusi I kadencji.

## Życiorys

### Młodość i praca
Urodził się 1 maja 1942 roku we wsi Boryczewicze, na terytorium okupowanym przez III Rzeszę, w ówczesnym pińskim komisariacie rejonowym, w Komisariacie Generalnym Wołyń-Podole, w Komisariacie Rzeszy Ukraina. W 1971 roku ukończył Brzeski Instytut Pedagogiczny, uzyskując wykształcenie nauczyciela biologii. W 1984 roku ukończył Mińską Wyższą Szkołę Partyjną. W latach 1964–1971 pracował jako nauczyciel w Grywnowickiej Szkole Średniej, kierownik działu nauczania w Boryczewickiej Szkole Średniej. W latach 1971–1979 był lektorem, kierownikiem wydziału organizacyjnego w Pińskim Komitecie Rejonowym Komunistycznej Partii Białorusi (KPB). W latach 1979–1991 pełnił funkcję zastępcy przewodniczącego Rejonowego Komitetu Wykonawczego, przewodniczącego Rejonowego Komitetu Kontroli Społecznej, II, I sekretarz Pińskiego Komitetu Rejonowego KPB. W latach 1991–1995 był kierownikiem wydziału (w 1995 roku był to Wydział Opieki Społecznej) Pińskiego Rejonowego Komitetu Wykonawczego. W latach 1995–1996 pełnił funkcję przewodniczącego Pińskiej Rejonowej Rady Deputowanych. W 1995 roku był członkiem Partii Komunistów Białoruskiej.

### Działalność parlamentarna
W drugiej turze wyborów parlamentarnych 28 maja 1995 roku został wybrany na deputowanego do Rady Najwyższej Republiki Białorusi XIII kadencji z Łohiszyńskiego Okręgu Wyborczego Nr 32. 9 stycznia 1996 roku został zaprzysiężony na deputowanego. Od 23 stycznia pełnił w Radzie Najwyższej funkcję członka Stałej Komisji ds. Budownictwa Państwowego i Samorządu Lokalnego. Poparł dokonaną przez prezydenta Alaksandra Łukaszenkę kontrowersyjną i częściowo nieuznaną międzynarodowo zmianę konstytucji. 27 listopada 1996 roku przestał uczestniczyć w pracach Rady Najwyższej i wszedł w skład utworzonej przez prezydenta Izby Reprezentantów Zgromadzenia Narodowego Republiki Białorusi I kadencji. Pełnił w niej funkcję zastępcy przewodniczącego Komisji Budownictwa Państwowego, Samorządu Lokalnego i Regulaminu. Zgodnie z Konstytucją Białorusi z 1994 roku jego mandat deputowanego do Rady Najwyższej zakończył się 9 stycznia 2000 roku; kolejne wybory do tego organu jednak nigdy się nie odbyły. Jego kadencja w Izbie Reprezentantów zakończyła się 21 listopada 2000 roku.

## Życie prywatne
Hieorhij Wronski jest żonaty. W 1995 roku mieszkał w Pińsku.